# Wilamowski (Adelsgeschlecht)

Wappen Ciolek

Die Wilamowski waren ein polnisches Adelsgeschlecht. Ursprungsgebiet der Adelsfamilie sind die Herzogtümer Auschwitz und Teschen, später lebten sie in ganz Polen-Litauen.

## Geschichte

### Auschwitz/Teschen

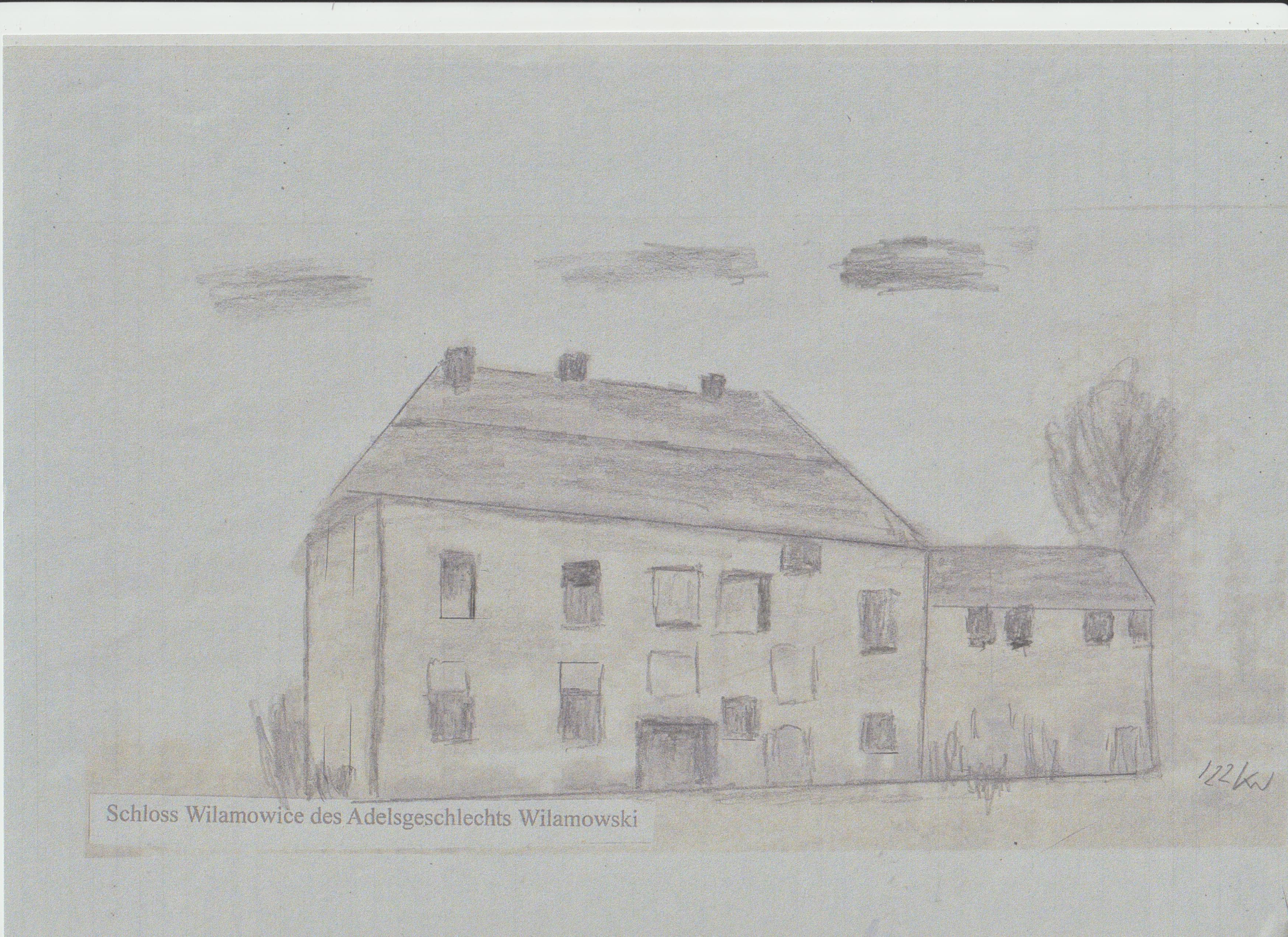
Schloss Wilamowice – Adelssitz der Wilamowski (um 1900)

Die Doppelsiedlung von Stara Wieś (dt. Altdorf, wenig bewiesen auch Wilhelmsdorf) und Wilamowice (dt. Wilmesau bzw. Willamowitz) war möglicherweise die erste Siedlung der späteren Bielitz-Bialaer Sprachinsel. Die erste Zäsur der Entstehung war die Plünderung durch Tataren im 13. Jahrhundert der Kastellanei von Auschwitz am östlichen Rande des Herzogtums Oppeln-Ratibor. Größere Gebiete waren entvölkert. Der Herzog Mieszko II. sah sich gezwungen, Siedler in sein Land zu rufen.
Mesko I. von Teschen initiierte eine größere Besiedlungsaktion mit Hilfe deutscher Siedler um Bielitz um 1300. Die Siedler kamen aus verschiedenen Gebieten des Westens.
Im Jahr 1399 erscheint Andreas de Willamowitz, ein Besitzer von Wilamowice (bei Bielitz, nicht zu verwechseln mit Wilamowice bei Skoczów) und Starost von Auschwitz. Noch von Jan Długosz wurde Wilamowice im späten 15. Jahrhundert Wylamowycze Andreae nach ihm genannt.
. Aufgrund ihrer Kriegsverdienste wurden Johann und Nikolaus des Wappens Kornitz im Jahre 1423 Erben von Wilamowice. Im Jahre 1454 wird Georg von Willamowitz vom Wappen Topór erwähnt.

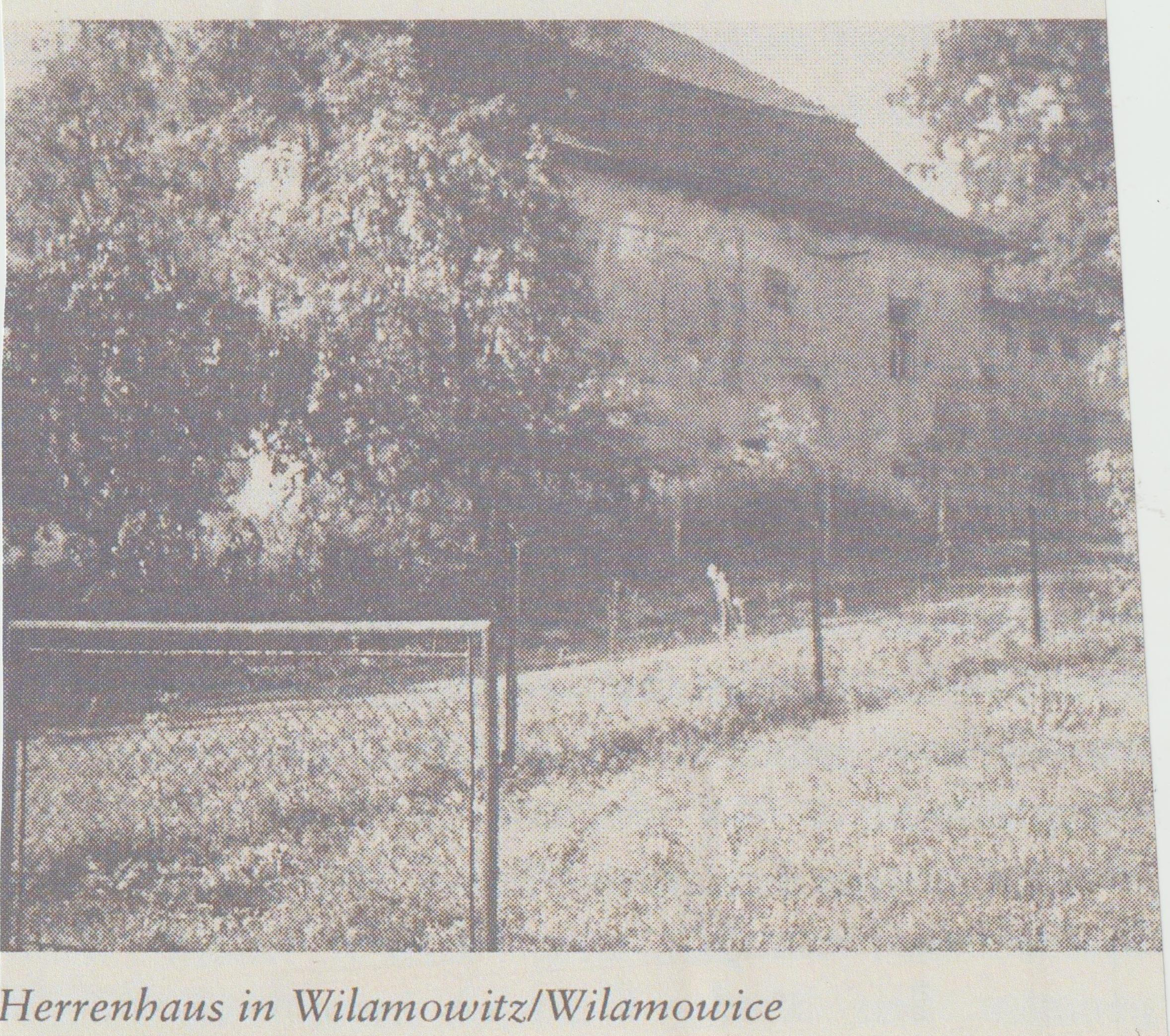
Ruine des Adelssitzes der Wilamowski (um 1998)

In einer lateinischen Huldigungsurkunde erscheint er als Georgius de Wylamowycze neben vielen anderen Huldigern aus dem westlichen Herzogtum Auschwitz. Er war Kanzler und Hofschreiber des Herzogs von Teschen. 1466 werden Johann und Michael Wilamowski v. Wilamowitz vom Wappen Kornitz genannt. Nikolaus, der Gutsherr von Wilamowice (Wappengemeinschaft Szaszor) war in den Jahren 1529-1524 Landrichter in Auschwitz. Seine Söhne nannte er Jakob und Johann, die den Familiennamen Wilamowski führten. Sie studierten an der Krakauer Akademie. Sie erhielten das Dorf Cichawka (Gmina Łapanów) zur lebenslangen Nutzung.

### Podlachien
Wilamówka liegt in der Nähe des Kirchdorfes Trzcianne im Kreis Mońki in der historischen Landschaft Podlachien im Norden Polens. Im Jahre 1511 wurde der Besitzer von Wilamowka, Marek Wilamowski, in den Adelsstand erhoben. Er gehörte der Wappengemeinschaft Ciołek an. Er hat mindestens zwei Söhne: Andrzej und Stanisław Dąbrówka. Stanislaw wurde Domkapitular (Kanoniker) in Vilnius und seit 1506 Pfarrer in Dolistow (Dekanat Bialystok). Diese Brüder machten bereits im Jahre 1520 testamentarische Zuwendungen. Nach dem Tode von Marek Wilamowski bekamen die Söhne am 6. Oktober 1529 von König Sigismund I., einem Onkel des Herzogs Albrecht von Ostpreußen, die Bestätigung des Erbrechts.

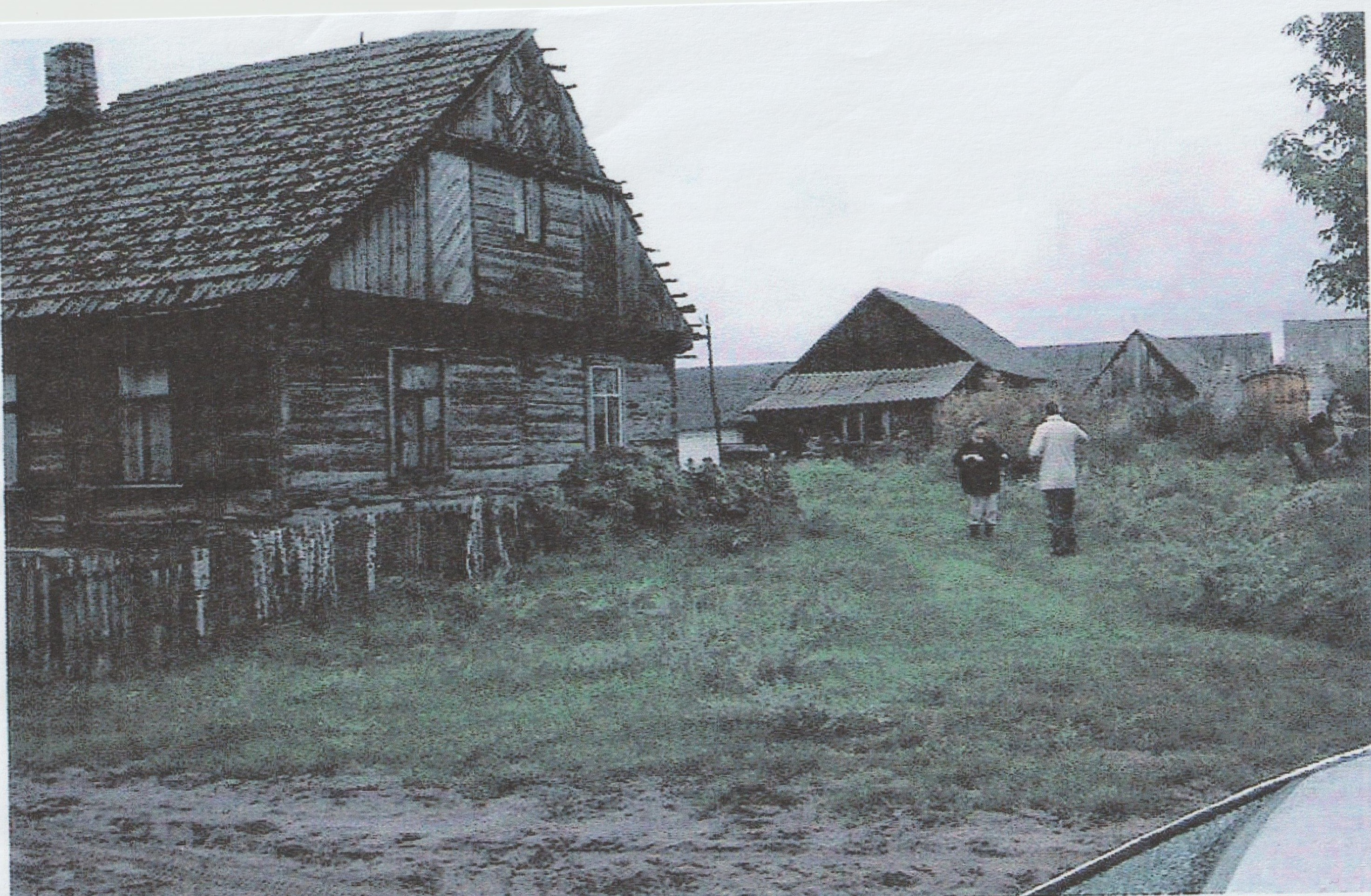
Rittergut Wilamowka

Die Bestätigung ihrer Adelszugehörigkeit erfolgte auf dem Reichstag von Vilnius: Für den „ehrwürdigen Geistlichen Stanislaw und seinen Bruder Andrej, ihren wahrhaft alten Adel anerkennend“.
1571 war Maciej Wilamowski Besitzer von Wilamowka; er wurde verpflichtet, im Kriegsfall zwei Reiter zu stellen. Sein Besitz war nun Rittergut. Den Adligen Wilamowski gehörten die Orte Choynowo, Bayki, Zambrow, Sobieszozki, Kulesze, Lipniki, Kapice Jasiewizne, Lazy, Ciesymy und Slomianka.
Ein Nachkomme dieses Adelsgeschlechts, Jakob Wilamowski, wurde im 16. Jahrhundert in Nikolaiken (Ostpreußen) nach einem Studium in Königsberg erster evangelischer Pfarrer. Er latinisierte seinen Namen in Willamowius. Seine Söhne und weitere Nachkommen waren ebenfalls Pfarrer in Ostpreußen. Johannes Willamowius wurde Burggraf und Ratsverwandter in Gilgenburg. Er starb im Jahre 1730.
Der Enkel Johann Gottlieb Willamov war Dichter. Er ging nach Sankt Petersburg und übernahm die Leitung einer deutschen Schule. Seine Nachfahren bekleideten in Verwaltung und Militär wichtige Positionen in Russland. Im Jahre 1775 wurde sein Sohn Gregor geboren. Die Kaiserin Katharina II. war seine Patin. Er nannte sich Grigoriy Iwanowitsch Willamow, wurde u. a. Privatsekretär der Kaiserin Maria, der Witwe des Kaisers Paul I. Nikolay Willamow (1850–1914) war General der Artillerie und Lehrer an der Militärakademie.
Als Gegner der Bolschewisten emigrierten einige Nachfahren von Johann Gottlieb Willamov nach Frankreich und fanden in Paris und Marseille ihre letzte Ruhe.

## Wappen
Ciolek
Im silbernen Felde rotes, großes Stierkalb mit Hörnern; Helmschmuck ein gleiches Kalb aufwachsend
Dabrowka
Im blauen Feld ein silbernes, nach unten offenes Hufeisen, oben und an jedem Stollen mit je einem goldenen Kavalierkreuz besetzt
Kornitz
In rotem Felde auf drei schwarzen Felsenstufen ein silbernes Hochkreuz, an dem jedoch der obere Balken fehlt; auf den Enden der beiden Seitenarme ist je ein runder Laib Brot aufgesteckt.
Topór
Im roten Felde ein silbernes, senkrechtes, mit der Schneide nach links gekehrtes Beil; Helmschmuck: ein gleiches, schräglinks geteiltes, mit der unterem Spitze der Schneide auf die Krone gestützt
Orla/Szaszor
Im silbernen Feld ein roter Adler mit nach oben ausgebreiteten Flügeln, aber ohne Kopf; Halsrumpf oben mit einem sechsstrahligen goldenen Stern besetzt; Helmschmuck: fünf Straußenfedern

## Bekannte Familienmitglieder
- Georg von Willamowitz (um 1449), Kanzler und Hofschreiber des Herzogs von Teschen
- Gottfried Willamowius (1660–1726), Pfarrer in Kumehnen, veranlasste die Bemalung der Kirche
- Johannes Willamowius (17. Jahrhundert), Ratsverwandter und Burggraf in Gilgenburg (Ostpreußen)
- Christian Reinhold Willamowius (1701–1767), Pfarrer in Mohrungen und Lehrer von Johann Gottfried Herder
- Johann Gottlieb Willamov (1736–1777), Professor und Hofdichter des Zarenhauses in St. Petersburg
- Gaby Willamowius (* 1966), Erziehungswissenschaftlerin und Staatssekretärin im Kultusministerium des Landes Niedersachsen